# Torre de Pisa
Torre inclinada de Pisa.
A torre inclinada de Pisa (em italiano Torre pendente di Pisa), ou simplesmente Torre de Pisa, é um campanário (campanile ou campanário autônomo) da catedral da cidade italiana de Pisa. Está situada atrás da catedral, e é a terceira mais antiga estrutura na praça da Catedral de Pisa (Campo dei Miracoli), depois da catedral e do baptistério.
Embora destinada a ficar na vertical, a torre começou a inclinar-se para sudeste logo após o início da construção, em 1173, devido a uma fundação mal construída e a um solo de fundação mal consolidado, que permitiu à fundação ficar com assentamentos diferenciais. A torre atualmente se inclina para o sudoeste.
A altura do solo ao topo da torre é de 55,86 metros no lado mais baixo e de 56,70 metros na parte mais alta. A espessura das paredes na base é de 4,09 metros e 2,48 metros no topo. Seu peso é estimado em 14 500 toneladas. A torre tem 296 ou 294 degraus: o sétimo andar da face norte das escadas tem dois degraus a menos. Antes do trabalho de restauração realizado entre 1990 e 2001 a torre estava inclinada com um ângulo de 5,5 graus, estando agora a torre inclinada em cerca de 3,99 graus.

## História

### Construção
A Torre de Pisa é uma obra de arte em mármore branco, realizada em três fases ao longo de um período de cerca de 177 anos. A construção do primeiro andar começou no dia 9 de agosto de 1173, um período de sucesso militar e prosperidade. Este primeiro andar é uma arcada "cega" articulada por colunas clássicas coroadas com capitéis coríntios.
A torre começou a inclinar-se após a progressão de construção para o terceiro andar em 1178. Isto deveu-se a uma fundação de meros três metros sobre um subsolo fraco e instável, um projecto que falhou desde o início. A construção foi posteriormente paralisada por quase um século, porque o Pisanos estavam continuamente envolvidos em batalhas com Génova, Lucca e Florença. Este tempo permitiu ao solo subjacente ajustar-se. Caso contrário, a torre de Pisa quase certamente teria sido derrubada. Em 1198 os relógios foram temporariamente colocados no terceiro andar da construção inacabada.
Em 1272 a construção foi reiniciada por Giovanni di Simone, arquitecto do Camposanto. Em um esforço para compensar a inclinação, os engenheiros construíram andares com um lado mais alto do que o outro. Isso fez a torre começar a inclinar-se em outra direção. Devido a isso, a torre é realmente curva. A construção foi interrompida novamente em 1284, quando os Pisanos foram derrotados pelos Genoveses, na Batalha de Meloria.
O sétimo andar foi concluído em 1319. A sino-câmara acabou por não ser adicionada até meados de 1372 e foi construída por Andrea Pisano, que conseguiu, por sua vez, harmonizar os elementos góticos da sino-câmara com o estilo românico da torre. Há sete sinos, um para cada nota da escala musical. O maior deles foi instalado em 1655.
Depois de uma fase de reforço estrutural (entre 1990-2001), a torre está atualmente em fase de restauração gradual da superfície, a fim de reparar os danos visuais, devidos principalmente à corrosão e escurecimento. Estes são, particularmente, os pontos mais problemáticos, devido à idade da torre e à sua particular exposição ao vento e à chuva (corrosão).

#### Cronologia

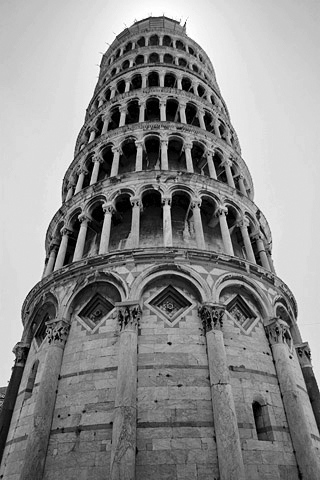
A torre vista de sua base

- Em 5 de janeiro de 1172, Donna Berta di Bernardo, uma viúva e residente da casa de dell'Opera di Santa Maria, dispôs de sessenta soldi ou "moedas de sessenta" para o Opera Campanilis petrarum Sancte Marie. Esse dinheiro deveria ser usado para a compra de algumas pedras que ainda formam a com o que está dito, em [este] ano 1174, com o escultor Bonanno, estabeleceu as bases do campanário da catedral de Pisa."
- É possível que Gerardo di Gerardo tenha sido outro construtor. O seu nome aparece como testemunha da herança de Berta di Bernardo como "Mestre Gerardo" e, como um mestre-de-obras, cujo nome era Gerardo.
- Um construtor mais provável é Diotisalvi, por causa do período de construção da estrutura e afinidades com outros edifícios em Pisa. Porém, ele geralmente assinava seus trabalhos, e não há nenhuma assinatura do mesmo no campanário.
- Giovanni di Simone foi fortemente envolvido no trabalho de conclusão da torre, sob a direcção de Giovanni Pisano, que na época era o mestre-de-obras do Opera di Santa Maria Maggiore. Ele poderia ser o mesmo Giovanni Pisano que completou o campanário.
- Giorgio Vasari indica que Tommaso di Andrea Pisano foi o criador do campanário entre 1360 e 1370.
- Em 27 de dezembro de 1233 o mestre-de-obras Benenato, filho de Gerardo Bottici, supervisionou a continuação da construção do campanário.[8]
- Em 23 de fevereiro de 1260 Guido Speziale, filho de Giovanni, um mestre-de-obras na catedral de Santa Maria Maior, foi eleito para supervisionar a construção da Torre.[9]
- Em 12 de abril de 1264, o construtor Mestre Giovanni di Simone e mais 23 trabalhadores foram para as montanhas perto de Pisa para cortar mármore. As pedras foram dadas a cortar a Rainaldo Speziale, trabalhador de São Francisco.[10]

### Era contemporânea

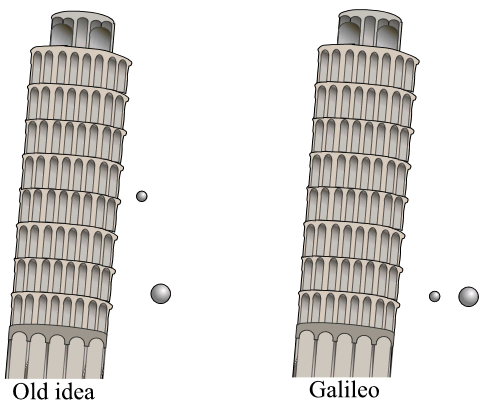
Esquema da hipotética experiência de Galileu Galilei sobre a gravidade na Torre de Pisa

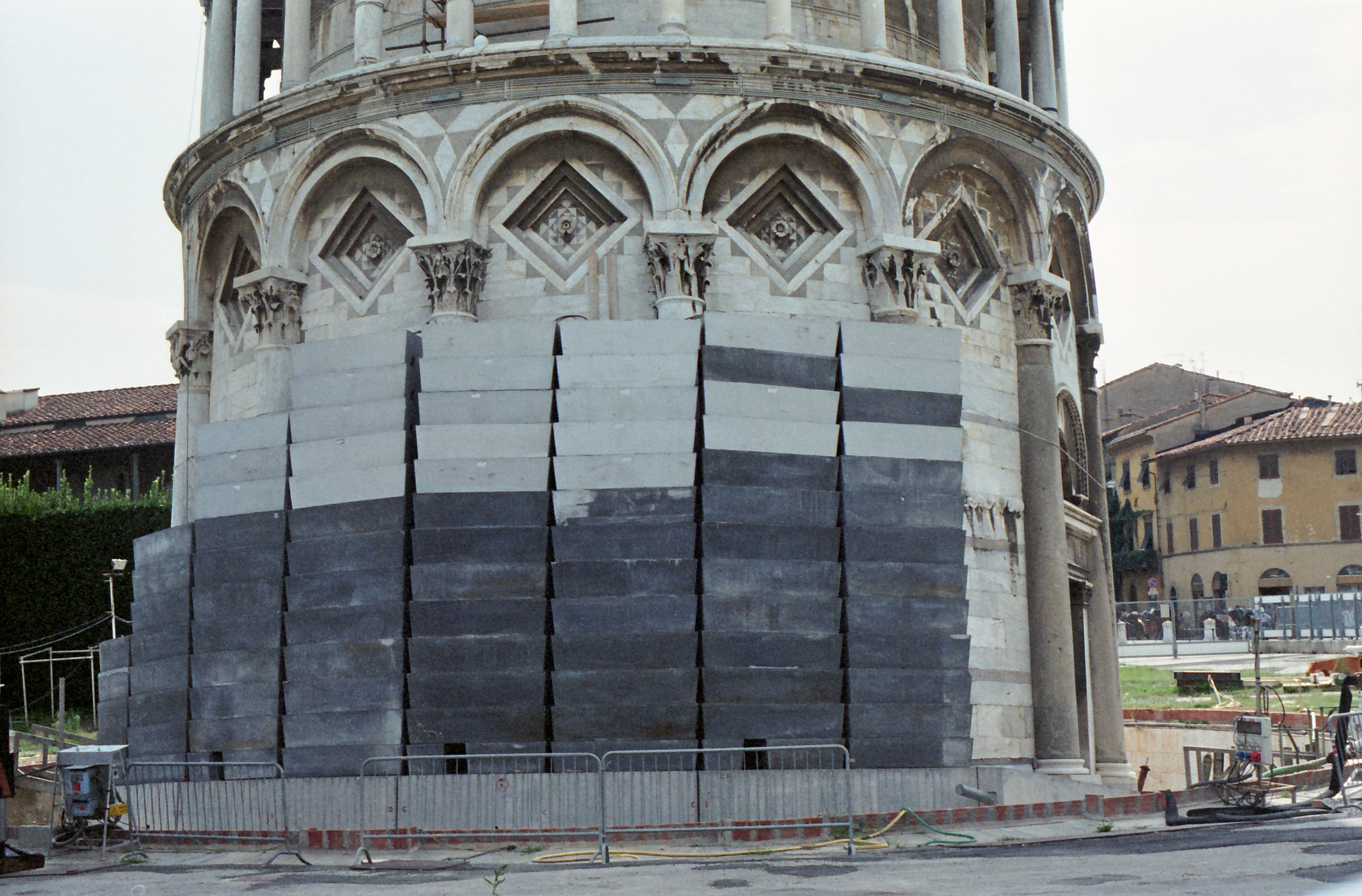
Contrapesos de chumbo

Galileo Galilei, segundo uma tradição, deixou cair duas balas de canhão de massas diferentes de cima da torre para demonstrar que a sua velocidade da descida era independente da sua massa. Este é considerado um conto apócrifo, a sua única fonte sendo, porém, o secretário de Galileu.
Durante a Segunda Guerra Mundial os Aliados descobriram que os nazis estavam a usar a torre como um posto de observação. Logo o destino da torre foi confiado ao sargento do Exército dos Estados Unidos, mas sua decisão de não recorrer a um ataque de artilharia salvou assim a torre da destruição.
Em 27 de fevereiro de 1964, o governo da Itália solicitou ajuda para impedir a queda da torre. Foi, no entanto, considerado importante manter a inclinação, devido ao papel vital que este elemento desempenhou na promoção do turismo de Pisa.
Uma força-tarefa multinacional, composta por engenheiros, matemáticos e historiadores, reuniu-se nos Açores a fim de discutir os métodos de estabilização. Verificou-se que a inclinação foi aumentando por causa da fundação pouco consistente. Vários métodos foram propostos para estabilizar a torre, incluindo a adição de 800 toneladas de contrapesos.
Em 1979, a equipe de futebol local, o Pisa Sporting Club, passou a homenagear a Torre em seu emblema, ao lado da Cruz Pisana, outro símbolo da cidade.
Em 1987, a torre foi declarada como parte da Piazza del Duomo e Património Mundial da UNESCO, juntamente com a catedral vizinha, o batistério e o cemitério. Em 7 de janeiro de 1990, após mais de duas décadas de trabalho sobre o assunto, a torre foi fechada ao público. Enquanto a torre esteve fechada os sinos foram removidos para aliviar o peso, e a torre foi segura por cabos presos em torno do terceiro nível e ancorados a várias centenas de metros de distância. Apartamentos e casas no caminho da torre foram desocupados por segurança. A solução final para evitar o colapso da torre foi endireitá-la ligeiramente para um ângulo mais seguro, removendo 38 metros cúbicos do solo abaixo. A torre foi tracionada até 18 polegadas (45 centímetros), retornando para a posição exacta que ocupava em 1838. Após uma década de reconstrução correctiva e esforços de estabilização, a torre foi reaberta ao público em 15 de dezembro de 2001, e foi declarada estável por pelo menos mais 300 anos.
Em maio de 2008, após a remoção de mais 70 toneladas de terra, os engenheiros anunciaram que a torre tinha sido estabilizada em tal ordem que havia parado de se mover pela primeira vez em sua história. Eles declararam que seria estável durante pelo menos 200 anos.
Duas igrejas alemãs têm desafiado o status da Torre Pisa como a maior edifício inclinado do mundo: a Torre Inclinada de Suurhusen, do século XV e a torre sineira do século XIV, nas proximidades da cidade de Bad Frankenhausen. O Guinness World Records mediu a Torre Pisa e a Torre de Suurhusen, encontrando um declive de 3,97 graus.

## O arquiteto
Houve uma controvérsia sobre a verdadeira identidade do arquitecto da Torre de Pisa. Por muitos anos o projecto foi atribuído a Giuglielmo e Bonanno Pisano, um artista bem conhecido, residente em Pisa no século XII, famoso por sua fundição de bronze, em especial, no Duomo de Pisa. Bonanno Pisano deixou Pisa em 1185, para ir para Monreale, Sicília, e voltou mais tarde, somente para falecer em sua cidade natal. Uma parte do elenco com o seu nome foi descoberto no "pé" da torre, em 1820, mas isso pode estar relacionado com a porta de bronze na fachada da catedral que foi destruída em 1595. No entanto, estudos recentes parecem indicar Diotisalvi como o arquitecto original, devido ao período de construção e à afinidade com outros trabalhos de Diotisalvi, nomeadamente, a torre do sino de San Nicola (Pisa) e do batistério de Pisa. No entanto, ele geralmente assinava seus trabalhos e não há nenhuma assinatura do mesmo na torre do sino, o que origina assim as especulações.

## Informações técnicas

Medidas da Torre de Pisa.

- Elevação da Piazza del Duomo: cerca de 6 pés, DMS (ou 2 metros)
- Altura: 55 863 metros, 8 níveis
- Diâmetro exterior da base: 15 484 metros
- Diâmetro interior da base: 7 368 metros
- Ângulo de inclinação: 3,97 graus[21] ou 3,9 metros da vertical[22]
- Peso: 14 700 toneladas (16 200 toneladas curtas)
- Espessura das paredes da base: 8 pés (ou 2,4 metros)
- Número total de sinos: 7, sintonizado na escala musical, no sentido horário
  - Primeiro sino: L'Assunta, fundido em 1654 por Giovanni Pietro Orlandi, peso de 3 620 kg
  - Segundo sino: Il Crocifisso, fundido em 1572 por Vincenzo Possenti, peso de 2 462 kg
  - Terceiro sino: San Ranieri, fundido em 1719-1721 por Giovanni Andrea Moreni, peso de 1 448 kg
  - Quarto sino: La Terza (o primeiro em pequeno formato), fundido em 1473, peso de 300 kg
  - Quinto sino: La Pasquereccia ou La Giustizia, fundido em 1262 por Lotteringo, peso de 1 014 kg
  - Sexto sino: Il Vespruccio (o segundo em pequeno formato), fundido no século XIV e novamente em 1501 por Nicola di Jacopo, peso de 1 mil kg
  - Sétimo sino: Dal Pozzo, fundido em 1606 e novamente em 2004, peso de 652 kg[23]
- Número de degraus para o topo: 296[24]

Uma nota especial sobre o sino 5: O nome Pasquareccia vem de Páscoa, porque é utilizado para tocar especialmente no dia de Páscoa. No entanto, este sino é mais velho que o sino da câmara em si, e vem desde a torre de Vergata, no Palazzo Pretorio em Pisa, onde era chamado de La Giustizia (A Justiça). O sino foi usado para anunciar as execuções capitais de criminosos e traidores, incluindo o Conde Ugolino, em 1289. No final do século XVIII um novo sino foi instalado no campanário para substituir o sino que estava quebrado, o sino Pasquareccia.

## Atualidade
Em 1993 foram iniciados trabalhos de restauro e consolidação da torre, a cerimónia oficial para celebrar o culminar dos trabalhos foi no dia 17 de Junho de 2011, data em que se festeja uma década (10 anos) desde que o monumento foi reaberto ao público.
Há mais de uma década foram retiradas as estruturas que tiveram como objectivo corrigir aproximadamente 40 centímetros da inclinação da torre. A partir dessa altura iniciaram-se os trabalhos de limpeza e de restauro dos aproximadamente 7 mil metros de mármore que a revestem. Estavam muito sujos por causa da contaminação e poluição local.
Como resultado, após a limpeza, o cinzento deu lugar ao branco que com a sua candura faz brilhar novamente a Torre de Pisa, um ícone da Itália.
Agora, depois de todas as obras a que foi submetido, o monumento que tem aproximadamente 14 700 toneladas e 55,8 metros de altura a exercer força sobre a inclinação de quase quatro metros, deixou de se inclinar e a aproximadamente cada ano irá endireitar-se um pouco, garantem os especialistas, apesar de se tratar de valores muito altos. Este será um processo que se verificará nos próximos dois ou três anos. Assim aproximadamente durante os próximos três séculos não haverá motivo para preocupação.

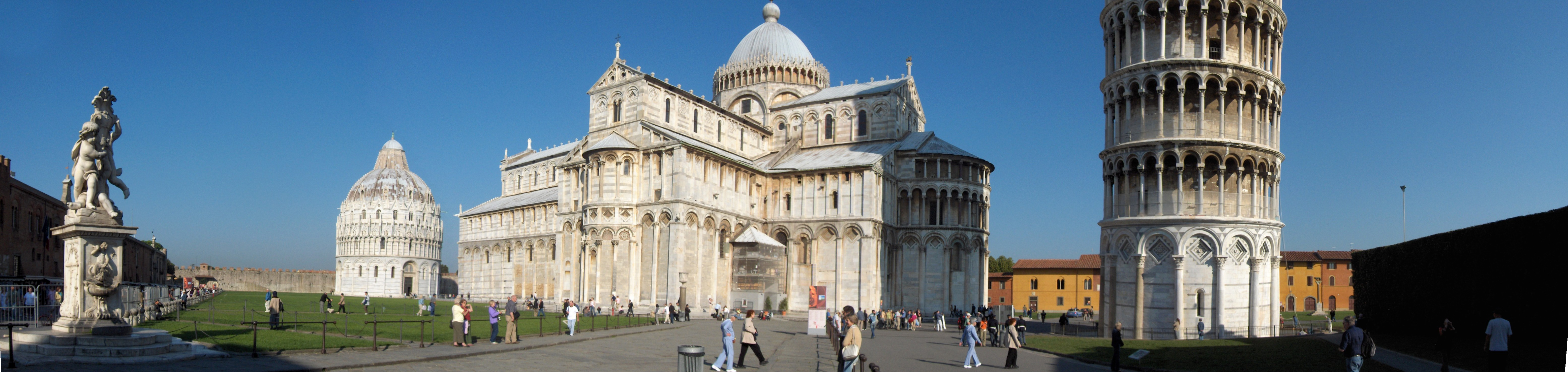
Imagem Panorâmica da catedral românica de Pisa com o Batistério de Pisa, a Catedral, o Camposanto e o Campanário na atualidade

## Galeria

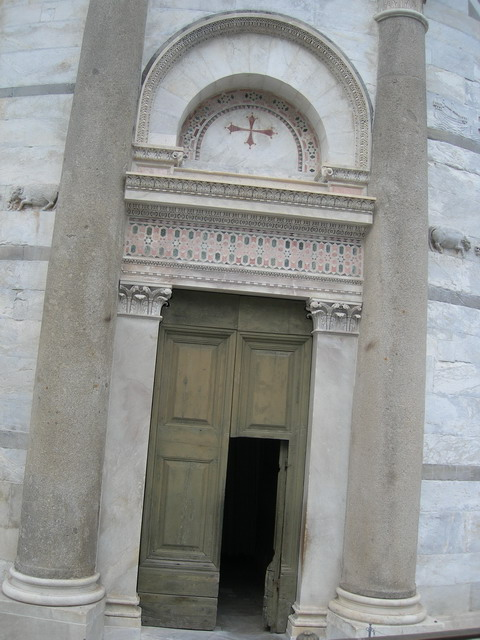
Entrada inclinada da torre
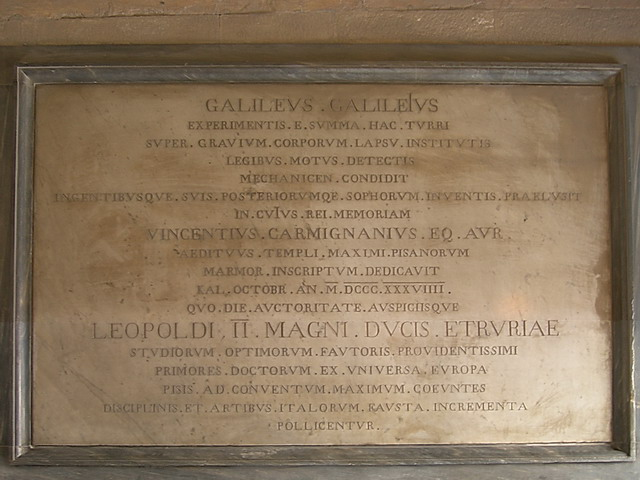
Placa em memória das Experiências de Galileo Galilei
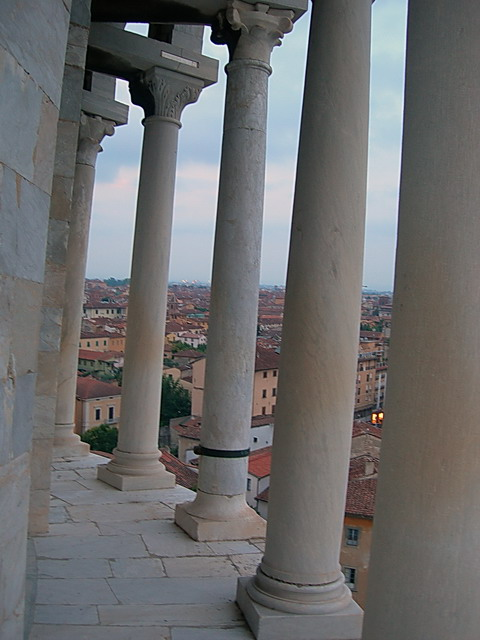
Exterior da loggia
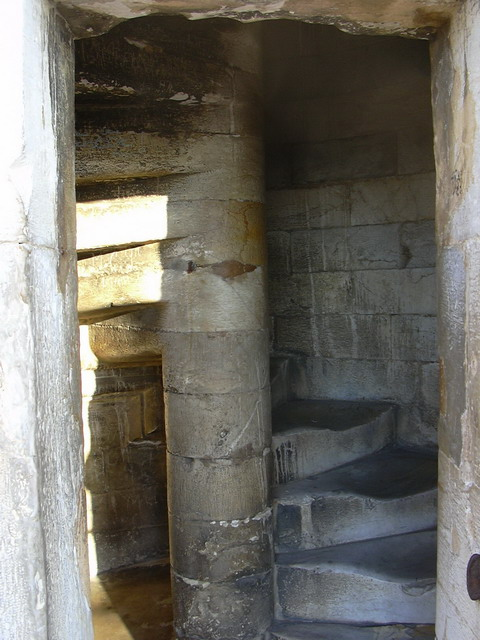
Escadaria interior do chão sexto ao sétimo andar
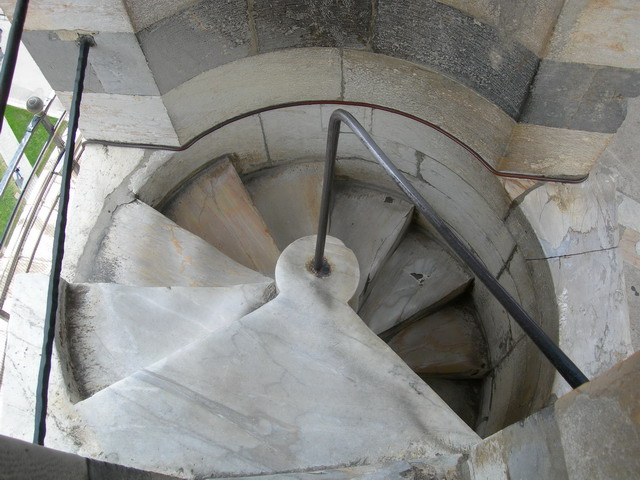
Escadaria interior do sétimo ao oitavo andar (parte superior)
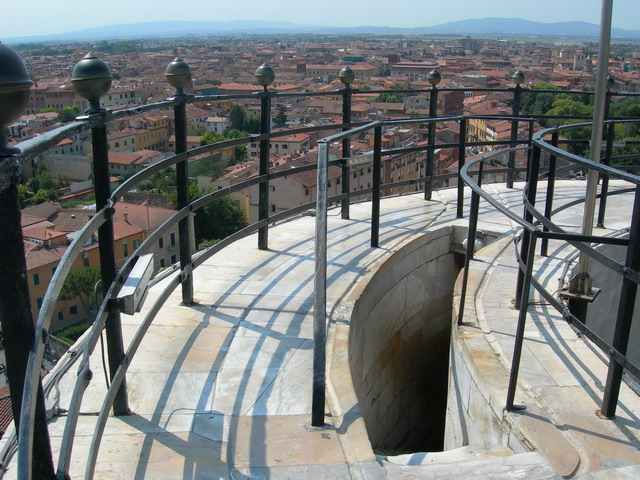
Vista de cima
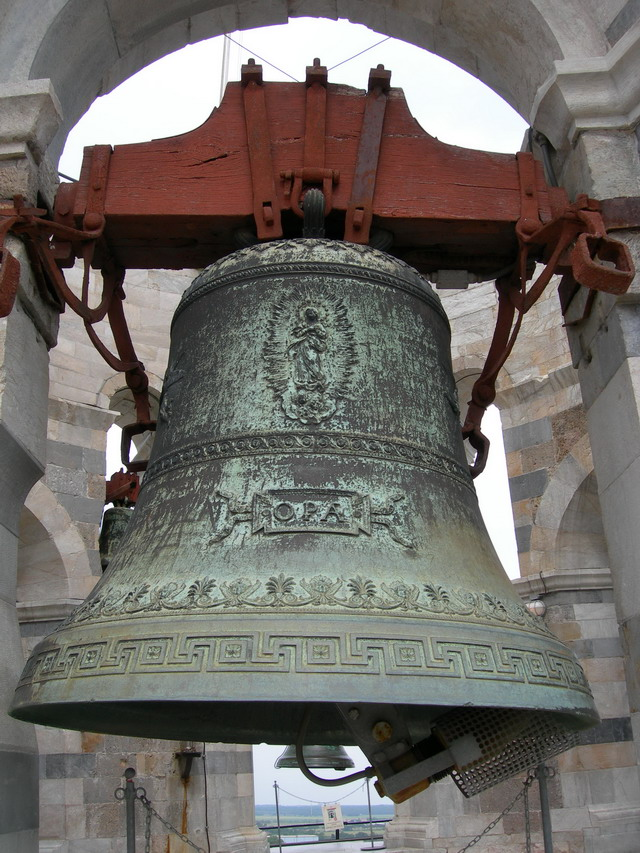
o sino Assunta
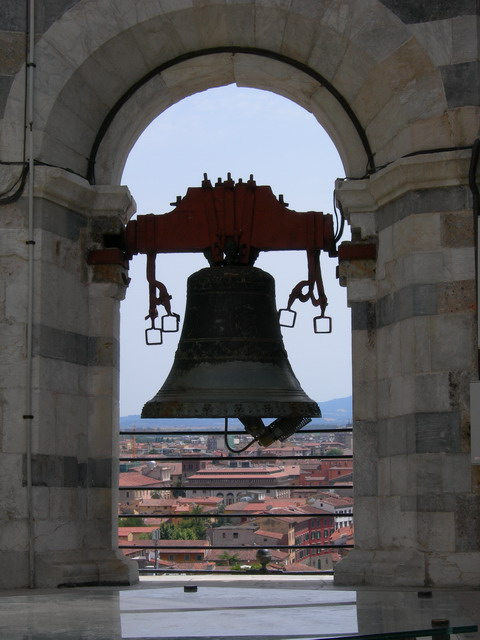
O sino Pasquareccia